# Miroslav Šašek
Miroslav Šašek (geboren 18. November 1916 in Prag, Österreich-Ungarn; gestorben  28. Mai 1980 in Wettingen, Schweiz) war ein tschechoslowakischer Maler, Illustrator und Kinderbuchautor.

## Leben
Miroslav Šašek stammt aus einer Müllerfamilie, die im nordböhmischen Chodovlice die Mühle Lucký mlýn („Wiesenmühle“) betrieb. Sein Vater war zuletzt Versicherungsagent in Sedlčany, starb aber bereits 1926. Seine Mutter zog daraufhin mit den beiden Kindern Miroslav und seiner vier Jahre jüngeren Schwester Věra zurück nach Prag. Šašek studierte Architektur und Zeichnen an der dortigen Technischen Hochschule, unter anderem bei  Oldřich Blažíček, ohne jedoch das Studium zu beenden. Stattdessen arbeitete er 1939 für ein Reisebüro, für das er mehrere Auslandsreisen absolvierte, und begann in der Zeit der deutschen Besetzung der Tschechoslowakei für mehrere tschechische Verlage eine Reihe von Büchern zu illustrieren, darunter zwei des Komikers Fanda Mrázek. 1947 veröffentlichte er sein erstes eigenes Kinderbuch Benjamin a tisíc mořských ďasů Kapitána Barnabáše. Ebenfalls 1947 zog er nach Paris, um sich dort an der École des Beaux-Arts einzuschreiben, blieb aber auch weiterhin als Illustrator für tschechische Verlage tätig. Nach dem kommunistischen Umsturz im Februar 1948 beschloss er jedoch, nicht in sein Heimatland zurückzukehren, und nach der Verstaatlichung des tschechischen Verlagswesens 1949 entfiel für ihn dort jegliche Veröffentlichungsmöglichkeit. Nach Versuchen, sich als Werbegrafiker und Architekt durchzuschlagen, arbeitete Šašek von 1951 bis 1957 in München für den Sender Radio Free Europe als Rundfunkredakteur und Sprecher, illustrierte aber auch Flugblätter, die per Ballons über den Eisernen Vorhang transportiert wurden. In München fand zudem 1957 eine erste Ausstellung seiner Gemälde statt.
1959 begann er mit dem Bilderbuch This Is Paris unter der Signatur M. Sasek eine Reihe von Städtebüchern für Kinder zu zeichnen, die am Ende achtzehn Titel umfasste. Die Idee zu einer Art Reiseführer für Kinder hatte er schon rund zehn Jahre zuvor entwickelt, sie sollte allerdings auf Texten basieren, ergänzt um kleine Illustrationen. Nun hatte sich das Prinzip umgekehrt: Großformatige Abbildungen standen im Mittelpunkt, ergänzt um weitere Illustrationen und Vignetten, und wurden von kurzen, erläuternden Kommentaren begleitet. Dabei verband er die Präsentation typischer Sehenswürdigkeiten mit individuellen, originellen Beobachtungen, die örtliche Besonder- wie Eigenheiten widerspiegelten. Auch hatte sich sein Zeichenstil deutlich verändert. Anstelle seines konturenbetonten, rundlichen Stils der 1940er Jahre, der bisweilen an Farbholzschnitte erinnerte, nutzte er nun vorwiegend aquarellierte, abstrahierende Farbflächen, die einen collagenhaften Eindruck erweckten, in Kombination mit einem akribischen Detailreichtum in der Zeichnung vor allem für dokumentarische Zwecke, etwa bei der Wiedergabe von Inschriften. Erkennbar sind dabei Einflüsse der zeitgenössischen Kunst und Karikatur, etwa von Modigliani einerseits, anderseits aber auch von Ronald Searle oder Saul Steinberg.
Die This is...-Reihe wurde rasch sehr populär und in mehrere Sprachen übersetzt, zudem mit einigen Auszeichnungen prämiert. Für This is London erhielt er von der New York Times den Preis für das bestillustrierte Kinderbuch des Jahres 1959, ebenso 1960 für This is New York. Um 1970 herum ließ allerdings das Interesse an dieser Art stilisierter Illustration nach. Šašek hatte noch konkrete Pläne für Bücher zu weiteren Orten, die er ebenfalls besucht hatte, und vor allem wäre es ein Traum für ihn gewesen, einen solchen Band über seine Heimatstadt Prag anzufertigen. Doch zu all dem kam es nicht mehr. Er legte lediglich noch ein Buch über Historical Britain vor (1974) und zog sich dann auf die Malerei zurück. Nachdem Šašek seit Ende der 1950er Jahre vorwiegend in Paris, zwischenzeitlich aber auch wieder in München gelebt hatte – sofern er nicht auf Reisen war –, starb er 1980 im Haus seiner Schwester in der Schweiz.
Rückblickend wird Miroslav Šašek als ein charakteristischer Vertreter des Mid-century modern gesehen und als ein stilbildender Wegbereiter für die heutige Anerkennung des Bilderbuchs als ein eigenständiges künstlerisches Medium.  Ab 2003 kam es zu einer Wiederentdeckung und Neuauflagen mit aktualisierenden Anmerkungen seiner This is...-Bücher, ebenso ab 2012 einiger Titel auf Deutsch. Ab 2013 sind sie erstmals auch auf Tschechisch erschienen.

## Werke (Auswahl)
- František Synecký, Lidvik Elsnic, Vladimir Šilhan: Jak se létá na křídlech větru [„Wie man auf den Flügeln des Windes fliegt“]. Zeichnungen Miroslav Šašek. Masaryk Air League, 1938
- Fanda Mrázek: Šťastný člověk : příběh malého človíčka [„Der glückliche Mann - Geschichte eines kleinen Mannes“]. Zeichnungen und Buchumschlag von Miroslav Šašek. Mladá Boleslav : Hejda & Zbroj, 1943
- Fanda Mrázek: Bída je pes : humoristický román [„Bída (= Armut, Elend) ist ein Hund - Humoristischer Roman“]. Zeichnungen und Buchumschlag von Miroslav Šašek. Mladá Boleslav : Hejda & Zbroj, 1944
- Adam Jist: Splněné touhy [„Erfüllte Wünsche“]. Zeichnungen Miroslav Šašek. Kolíně : Kopecký, 1944
- Benjamin a tisíc mořských ďasů Kapitána Barnabáše [„Benjamin und die tausend Seeteufel des Kapitän Barnabas“]. Prag : Ladislav Kunciř, 1947 (2011 von František Pondělíček auch als Puppentheaterstück adaptiert[5])
- Veselý kalendářík [„Lustiger Taschenkalender“]. Prag : Vyšehrad, 1948
- Chevallier, Gabriel: Zvonokosy [tschechische Übersetzung von Clochemerle]. Zeichnungen und Buchumschlag von Miroslav Šašek. Prag : Ferdinand Holas, 1948
- Eduard Petiška: Die sieben Schlemihle. Übersetzung Peter Lux. Zeichnungen Miroslav Šašek. Berlin : Kinderbuchverlag, 1950
- This is Paris. London : W. H. Allen, 1959
  - Paris [dt. Ausgabe]. München : Kindler, 1960
- weitere This is-Titel: London (1959); Rome (1960); New York City (1960); Edinburgh (1961); Munich (1961); Venice (1961); San Francisco (1962); Israel (1962); This Is Cape Canaveral (1963, Neuauflage 2009 als This is the Way to the Moon); Ireland (1964); Hong Kong (1965); Greece (1966); Texas (1967); This Is the United Nations (1968); Washington (1969); Australia (1970); This Is Historic Britain (1974, Neuauflage 2008 als This is Britain)
  - deutsche Ausgaben: London; Rom; New York; München; Venedig; Israel
- Stone is not Cold. London : W. H. Allen, 1961
- Wilhelmina F. Jashemski: Letters from Pompeii. Zeichnungen Miroslav Sasek. Boston : Ginn & Co., 1963
- Mike and the Modelmakers. Matchbox, London : Lesney, 1970
- Max Colpet: Zoo ist das Leben – Satierische Verse. Illustrationen Horst Lemke und Miroslav Sasek. München, Berlin : Neureuter & Wolf, 1974
- Rund um die Welt [Auswahlband aus der This is...-Reihe]. München : Doris Kunstmann, 2016
- Olga Černá: Ztracený deník profesora z Essexu [„Das verlorene Tagebuch eines Professors aus Essex“]. Mit Zeichnungen von Miroslav Šašek. Prag : Baobab, 2017